# Nidularium cariacicaense
Nidularium cariacicaense là một loài thực vật có hoa trong họ Bromeliaceae. Loài này được (W.Weber) Leme mô tả khoa học đầu tiên năm 2000.